# Mellow My Mind
『Mellow My Mind』（メロウ・マイ・マインド）は、日本のロックバンド・カーネーションのベスト・アルバム。1998年7月29日に日本コロムビアより発売。

## 概要
シングルベストではなく、夏がテーマの曲をセレクトしたアルバムである。後に『Parakeet&Ghost』（Deluxe Edition）に収録されるまでは、シングル曲「愛する言葉 -Summer Children-」が収録されているのは本作のみだった。
アルバムタイトルはニール・ヤングの「MELLOW MY MIND」から。ジャケット写真のシール入り。

## 収録曲
1. Edo River（Dandelion Mix）
2. 未来の恋人たち（Cherry Bomb Mix）
3. Sweet Baby
4. コズミック・シーのランチ・タイム
5. DRIVE（L.A. Moonlight Mix）
6. 市民プール
7. 1/2のミッドサマー
8. 100人のガールフレンド
9. The Future Rock Show
10. VIVA!
11. It's a Beautiful Day（Working Bee Mix）
12. 愛する言葉 -Summer Children-
13. 防波堤のJ